# Douglas Walker
Douglas Walker (Inverness, 28 luglio 1973) è un ex velocista britannico.

## Palmarès

### Mondiali
- 1 medaglia:
  - 1 bronzo (Atene 1997 nella staffetta 4x100 m)

### Europei
- 2 medaglie:
  - 2 ori (Budapest 1998 nei 200 m piani; Budapest 1998 nella staffetta 4x100 m)

## Altre competizioni internazionali
1997
- Coppa Europa di atletica leggera ( Monaco di Baviera)

1998
- Coppa Europa di atletica leggera ( San Pietroburgo)